# Burgholz (Berg)
Der Burgholz ist ein 379,1 m ü. NHN hoher Berg in den Gilserberger Höhen nahe Kirchhain im Landkreis Marburg-Biedenkopf, auf dessen Gipfel bzw. Nordosthang sich der gleichnamige Kirchhainer Ortsteil Burgholz befindet. Er ist, von einer Schneise um den Ortsteil abgesehen, komplett bewaldet.

## Geographie
Der Burgholz ist der südwestlichste Berg der Gilserberger Höhen und geht in der Nordstadt von Kirchhain unmittelbar ins Amöneburger Becken über, während sich westlich das Tal der Wohra anschließt, jenseits der der Südliche Burgwald (vom Nördlichen, „eigentlichen“ durch die B3 getrennt) beginnt. An seinen Außenflanken liegen die Orte Emsdorf (im Osten), höher gelegene Teile von Langenstein und Kirchhain (im Süden), die Stadt Rauschenberg (bereits im und hinter dem Tal der Wohra, im Westen), Ernsthausen (in nördlicher Tallage) und Wolferode (ebenfalls Tallage, im Nordosten).
Trotz seiner geringen Höhe verfügt der Burgholz, da er die Amöneburg knapp überragt, über eine Dominanz von immerhin etwa 10 km, die nördlich durch die nördlichen Erhebungen des gleichen Höhenzuges, die sich bereits in unmittelbarer Nähe zum (deutlich höheren) Kellerwald befinden, gebrochen wird.

## Aussicht

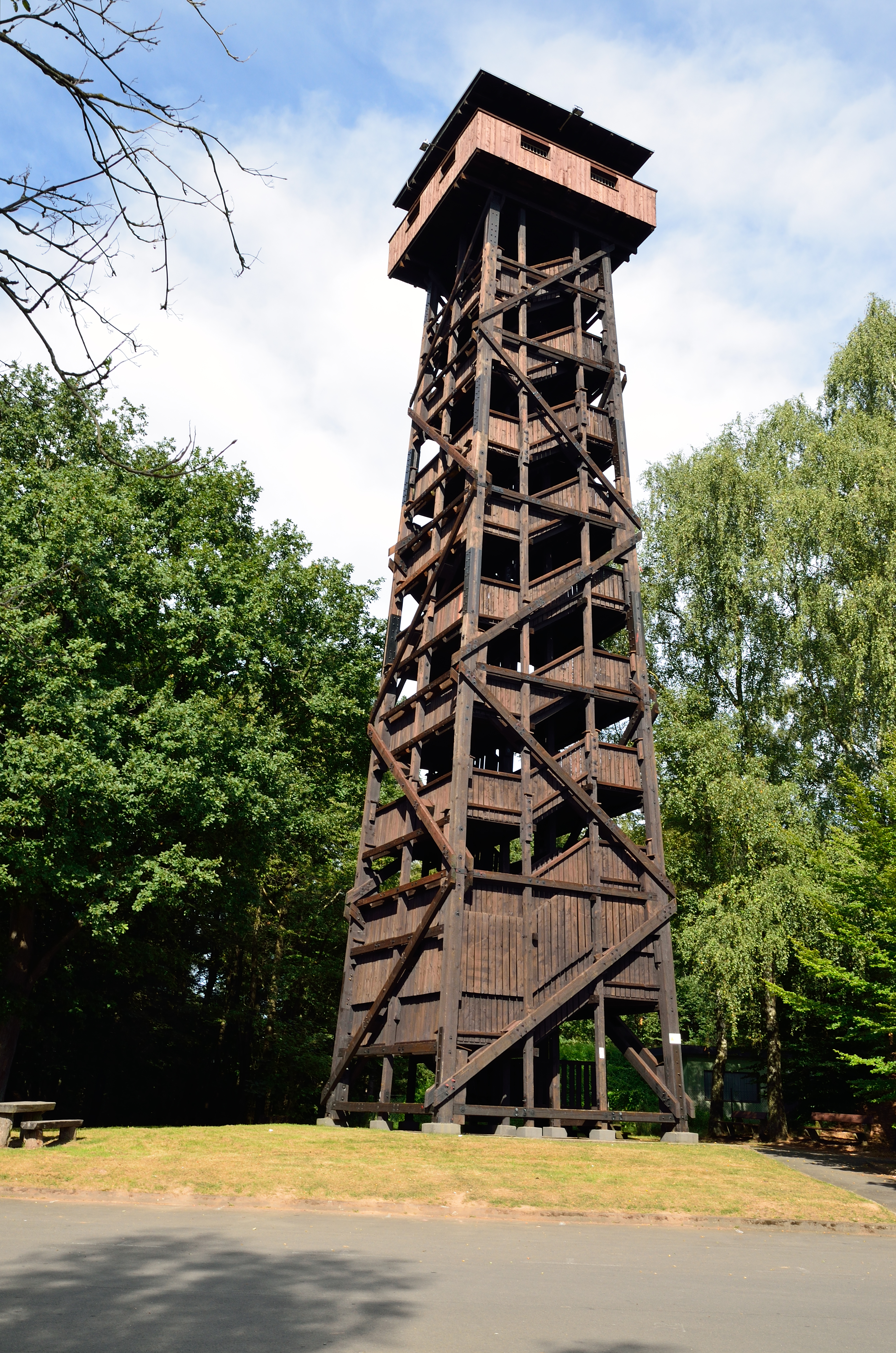
Hunburgturm

Auf dem Gipfel des Burgholz steht seit 1968 der Hunburgturm, ein 28,5 m hoher hölzerner Aussichtsturm, der einen 360°-Rundumblick zu Kahlem Asten, Ziegenhelle, Bollerberg und Sackpfeife (841/816/757/674 m hoch, im Rothaargebirge), zu Dünsberg, Rimberg (je 498 m) und anderen Erhebungen des Gladenbacher Berglandes, zum bis 636 m hohen Knüll, zum bis 675 m hohen Kellerwald und zum bis 773 m hohen Vogelsberg bietet.
|  |  |  |